# Baye Fall
Pour les articles homonymes, voir Baye et Fall.
 (janvier 2012).

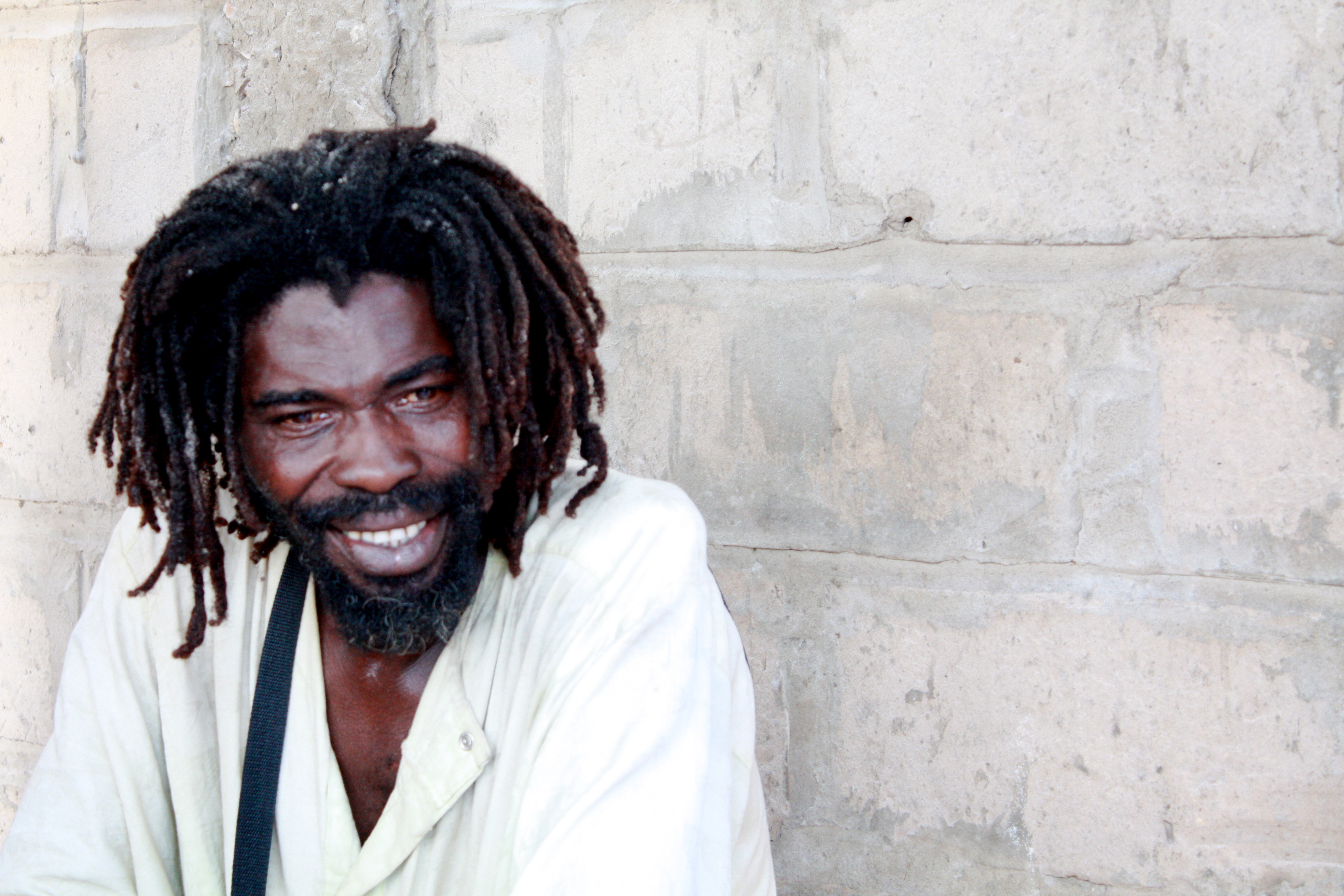
Un Baye Fall au Sénégal

Le Baye Fall (ou Baay Faal) est, au Sénégal, une branche de la confrérie des Mourides fondée par Ibrahima Fall.
Le mouridisme est une confrérie ou voie soufie (tariqa en arabe) comme on en trouve à différents endroits du monde, se caractérisant notamment par l'importance du lien entre le cheikh et son disciple, la pratique du dhikr (rappel des noms divins et invocation à l'aide d'un chapelet), la poésie et la méditation, tous typiques du soufisme.
Le mot « murid », qui veut dire « aspirant », est lui-même emprunté au lexique soufi.
Est plutôt un ordre divin, et très différent d'une conception sectique.

## Fondateur
Ibrahima Fall était wolof musulman, faisant partie de la noblesse Garmi.

## Histoire, mode de vie et rites

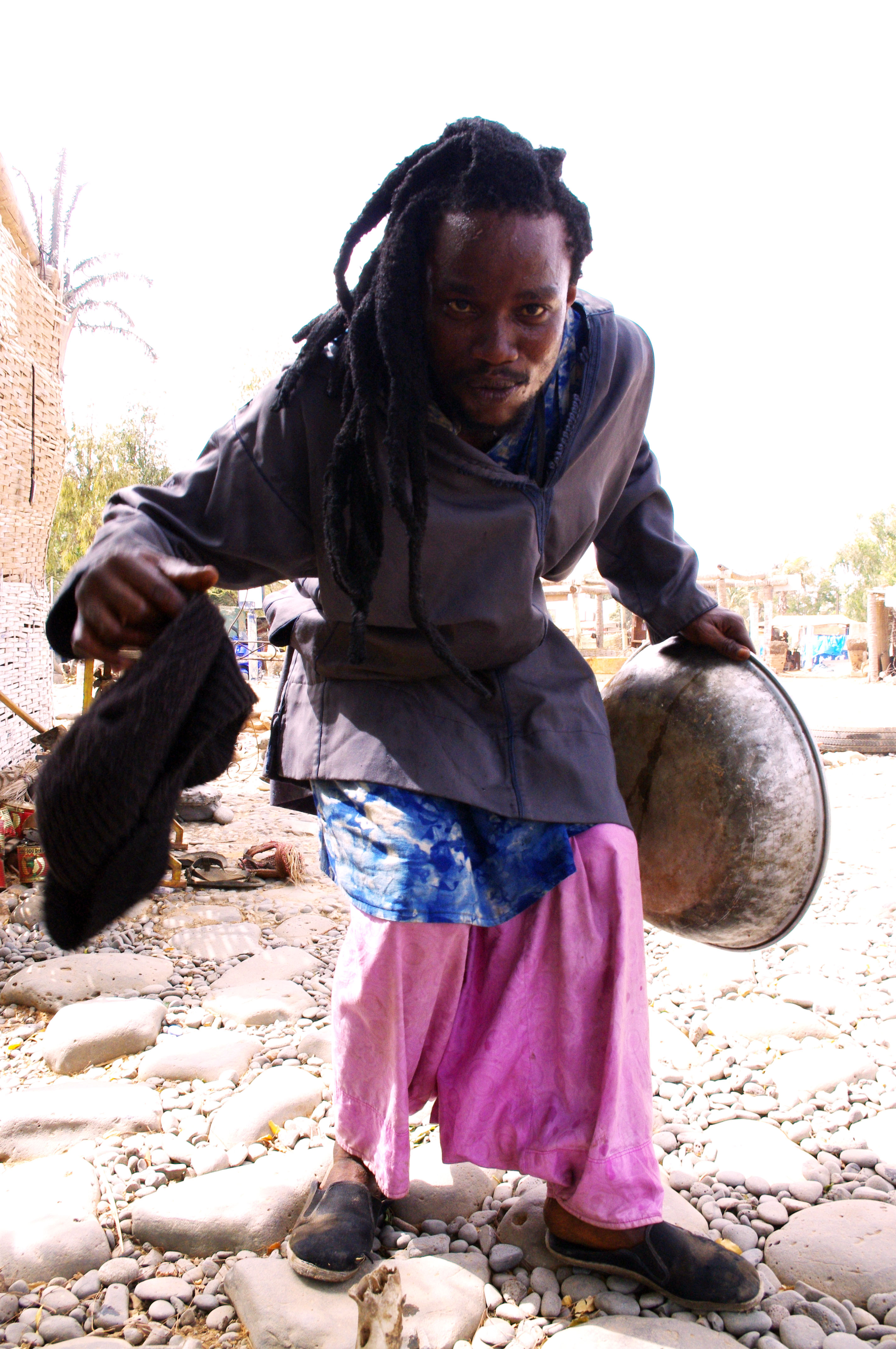
Baye Fall du Sénégal.

Culte musulman dérivé du mouridisme, le mouvement Baye Fall a été fondé par Ibrahima Fall, lui-même adepte du cheikh Ahmadou Bamba. Leur engagement est total et sincère envers l'œuvre de ce dernier. Il voue un pouvoir total et une croyance absolue en Dieu et au marabout (= un cheikh), messager de la parole de Dieu. La relation qu'ils entretiennent avec leur marabout s'illustre par le principe du Njebullu (allégeance ou ba'ia), le respect envers le maître spirituel et de ses recommandations (Ndiguël).
Le Baye Fall revendique un désintérêt total pour les affaires du monde et, pour cette raison, vit détaché de toutes possessions matérielles. Le Majjal fait partie des rites et consiste à faire la ronde dans le but de mendier par groupes restreints.
Lorsqu'Ibrahima Fall prêta allégeance à Ahmadou Bamba, près de la ville de Mbaké Cayor au Sénégal, ce dernier lui offrit une hache symbolisant le don et le travail au service de l'homme. Ceux-ci sont ainsi particulièrement actifs dans l'agriculture et leur rôle est déterminant dans le développement économique de la confrérie mouride. Les Baye Fall se distinguent des autres musulmans notamment par leur conviction que le travail accompli ici-bas au nom de leur marabout les exempte des devoirs et obligations religieuses puisque leurs œuvres leur ouvriront les portes du paradis. Les Baye Fall d'origine portaient toujours un outil de type sabre, machette ou hache pour les travaux agricoles, dont ils pouvaient se servir comme arme pour se défendre. L'administration coloniale française au Sénégal, au cours de la seconde moitié du XIXe siècle, interdit le port d'armes blanches par crainte de leur utilisation lors de révoltes, ce qui explique le port du gourdin chez les Baye Fall d'aujourd'hui.
Les Baye Fall se caractérisent par leur grande ferveur, visible notamment lors des célébrations organisées par les mourides. La pratique du dhikr (chant et louanges à Allah, au prophète Mahomet, à Ahmadou Bamba et ses descendants et à Mame Cheikh Ibrahima Fall et ses descendants) constitue une grande partie des rituels religieux.
Mode de vie pour certains, religion pour d'autres – « on ne naît pas Baye Fall, on devient Baye Fall » –, le Baye Fall est profondément lié au monde wolof. De nombreux éléments de la tradition wolof (thieddo) ont été introduits dans la culture Baye Fall, notamment les locks (Njañ), la large ceinture autour de la taille, les boubous et toges multicolores (Njaxaas), les chants religieux rythmés exactement comme les chants wolofs (Zikar), etc. La langue wolof qu'ils parlent est pure ou très peu altérée par les langues étrangères. Contrairement à d'autres musulmans, ils ne font pas d'amalgame entre la religion musulmane et la tradition arabe et tiennent à la tradition africaine.

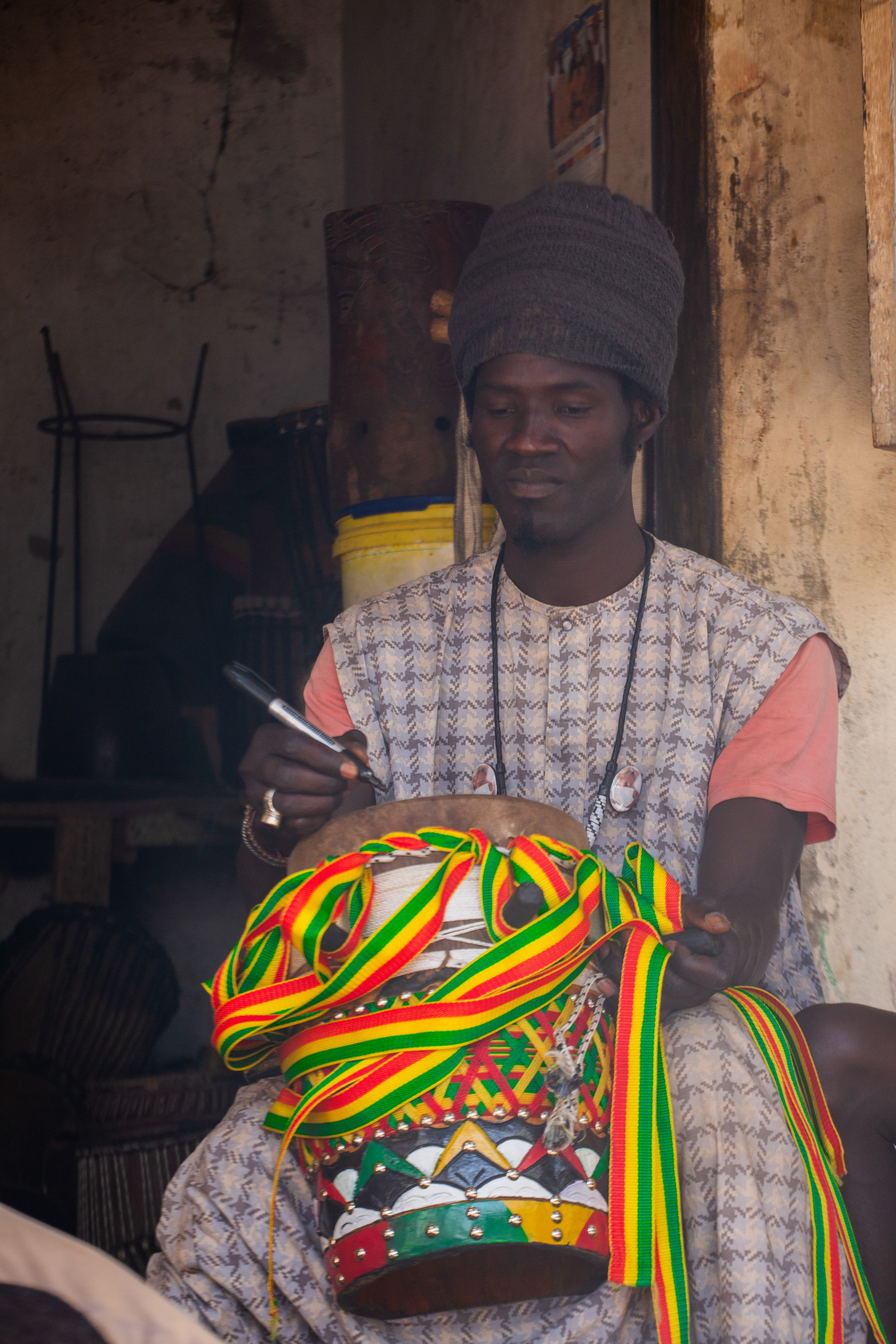
Xiin ou Tam-tam du Baye Fall

## Khalifes des Baye Fall
Le mouridisme comporte plusieurs branches que dirigent des califes ou des responsables moraux, qui dépendent eux-mêmes du calife général des Mourides. Chez les Baye Fall, la succession au titre de calife est héréditaire.
La liste des califes Baye Fall depuis Mame Cheikh Ibrahima Fall :
- Serigne Cheikh Modou Moustapha Fall, 1er calife, de 1930 à 1950.
- Serigne Mor talla Fall , 2e calife, de 1950 à 1954.
- Serigne Ablaye Fall Ndar, 3e calife, de 1954 à 1975.
- Serigne Cherif Assane Fall, 4e calife, de 1975 à 1980.
- Serigne Abdou Chakor Fall, 5e calife, de 1980 à 1984.
- Serigne Modou Aminta Fall, 6e calife, de 1984 à 2007.
- Serigne Cheikh Dieumb Fall, 7e calife, de 2007 à 2021
- Serigne Amdy Moustapha Fall, 8e calife, de 2021 à 2025
- Serigne Amdy Khady Fall, 9e calife depuis 2025 «Yallah nga fi yàgg te weër »

### Filmographie
- Le chant du Baye Fall, film documentaire tunisien de Taïeb Louhichi, Tanit productions, 1994, 20'